# Kunstrijden op de Olympische Winterspelen 1928
Het kunstrijden is een van de sporten die beoefend werden tijdens de Olympische Winterspelen 1928 in St. Moritz. Het was de vierde keer dat het kunstrijden op het olympische programma stond. In 1908 en 1920 stond het op het programma van de Olympische Zomerspelen. De wedstrijden vonden plaats van 17 tot en met 19 februari op het buitenijs van het Badrutt's Park.
Van de 53 deelnemers (25 mannen en 28 vrouwen) uit twaalf landen namen er zes voor de derde keer deel; Grafström (solo), Blanchard-Weld / Niles (solo en paren) en Jakobsson-Eilers / Jakobsson (paren) en Muckelt (paren; in 1920 met Sydney Wallwork, in 1924 en dit jaar met John Page).
De Zweed Gillis Grafström werd de eerste kunstschaatser die drie olympische titels op rij won, alleen Sonja Henie (bij de vrouwen in 1928-1932-1936) en Irina Rodnina (bij de paren in 1972-1976-1980) evenaarden zijn prestatie bij het olympisch kunstschaatsen.
Met 15 jaar en 315 dagen oud werd Sonja Henie de jongste kampioen op de Olympische Winterspelen in een individuele discipline. Op de Spelen van 1998 nam, eveneens kunstschaatser, Tara Lipinski dit stokje over.
Eindrangschikking
Elk van de zeven juryleden (negen bij de paren) rangschikte de deelnemer van plaats 1 tot en met de laatste plaats. Deze plaatsing geschiedde op basis van het toegekende puntentotalen door het jurylid gegeven. (Deze puntenverdeling was weer gebaseerd op 60% van de verplichte kür, 40% van de vrije kür bij de solo disciplines). De uiteindelijke rangschikking geschiedde bij een meerderheidsplaatsing. Dus, wanneer een deelnemer bij meerderheid als eerste was gerangschikt, kreeg hij de eerste plaats toebedeeld. Vervolgens werd voor elke volgende positie deze procedure herhaald. Wanneer geen meerderheidsplaatsing kon worden bepaald, dan waren beslissende factoren: 1) laagste som van plaatsingscijfers van alle juryleden, 2) totaal behaalde punten, 3) punten behaald in de verplichte kür.

## Mannen

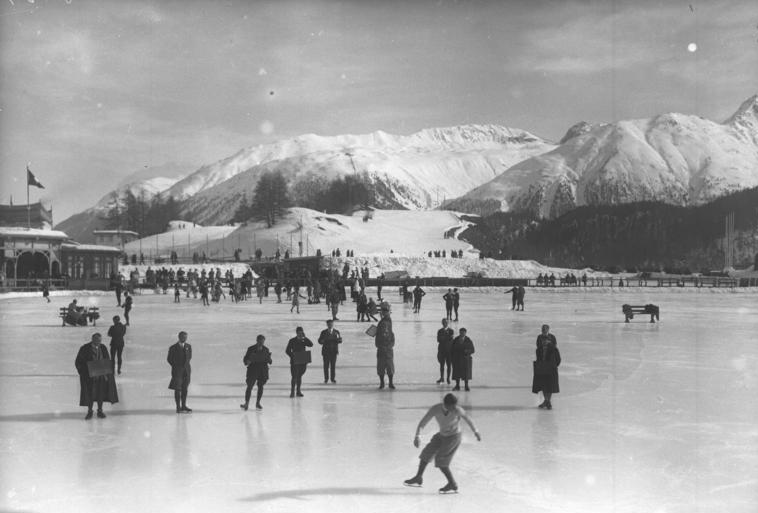
Gillis Grafström tijdens zijn verplichte kür

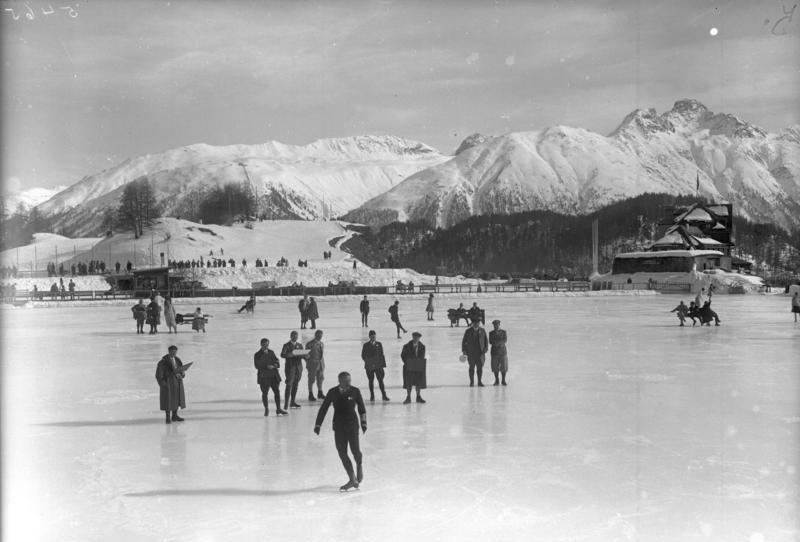
Willy Böckl tijdens zijn verplichte kür

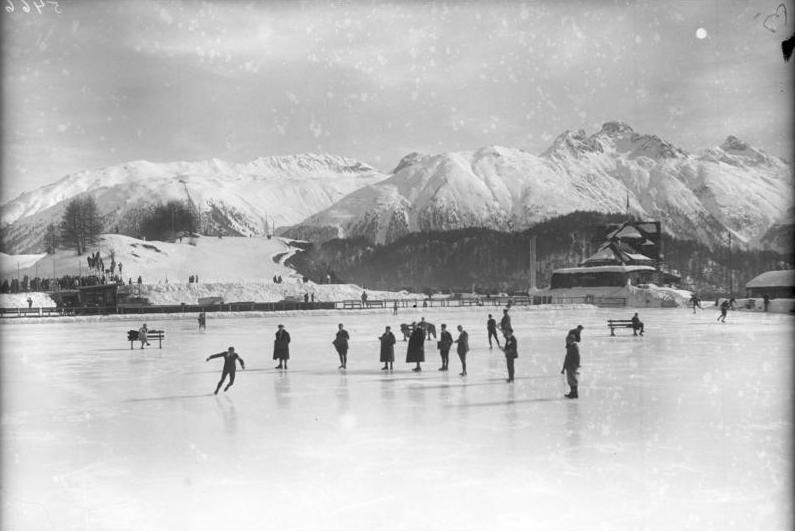
Werner Rittberger tijdens zijn verplichte kür

Op 17 februari (verplichte kür en vrije kür) streden zeventien mannen uit elf landen om de medailles.
r/m = rangschikking bij meerderheid, pc/7 = som plaatsingcijfers van alle zeven juryleden (vet = beslissingsfactor)
| rang   | sporter(s)           | land | r/m                         | pc/7 | punten  |
| ------ | -------------------- | ---- | --------------------------- | ---- | ------- |
| Goud   | Gillis Grafström     | SWE  | 4×1 (1-3-3-2-1-1-1)         | 12   | 2698,5  |
| Zilver | Willy Böckl          | AUT  | 5×2 (2-1-2-1-2-2-3)         | 13   | 2682,50 |
| Brons  | Robert Van Zeebroeck | BEL  | 3×3 (3-4-1-7-3-4-5)         | 27   | 2578,75 |
| 4      | Karl Schäfer         | AUT  | 4×4 (4-2-4-3-6-7-10)        | 35   | 2471,75 |
| 5      | Josef Slíva          | TCH  | 3×5 (5-6-8-4-5-6-2)         | 36   | 2442,00 |
| 6      | Marcus Nikkanen      | FIN  | 2×6 (7-5-6-8-4-10-6)        | 46   | 2379,50 |
| 7      | Pierre Brunet        | FRA  | 4×7 (10-7-5-9-7-8-4)        | 50   | 2392,75 |
| 8      | Ludwig Wrede         | AUT  | 4×8 (8-8-7-10-8-5-7)        | 53   | 2341,75 |
| 9      | Jack Page            | GBR  | 3×9 (11-10-10-11-9-3-8)     | 62   | 2288,50 |
| 10     | Roger Turner         | USA  | 3×10 (9-9-9-6-12-9-13)      | 67   | 2245,50 |
| 11     | Sherwin Badger       | USA  | 3×11 (12-12-12-5-10-11-11)  | 73   | 2209,50 |
| 12     | Paul Franke          | GER  | 5×12 (6-13-11-12-11-13-10)  | 76   | 2215,00 |
| 13     | Montgomery Wilson    | CAN  | 4×13 (13-11-13-14-13-14-14) | 92   | 2066,50 |
| 14     | Ian Bowhill          | GBR  | 4×14 (14-14-15-16-14-12-16) | 101  | 1909,25 |
| 15     | Nathaniel Niles      | USA  | 4×15 (16-15-16-13-15-16-12) | 103  | 1910,25 |
| 16     | Jack Eastwood        | CAN  | - (15-16-14-15-16-15-15)    | 106  | 1136,25 |
| -      | Werner Rittberger    | GER  | opgave                      |      |         |

## Vrouwen
Op 17 (verplichte kür) en 18 februari (vrije kür) streden twintig vrouwen uit acht landen om de medailles.
r/m = rangschikking bij meerderheid, pc/7 = som plaatsingcijfers van alle zeven juryleden (vet = beslissingsfactor)
| rang   | sporter(s)             | land | r/m                         | pc/7 | punten  |
| ------ | ---------------------- | ---- | --------------------------- | ---- | ------- |
| Goud   | Sonja Henie            | NOR  | 6×1 (1-1-1-1-1-2-1-1)       | 8    | 2452,25 |
| Zilver | Fritzi Burger          | AUT  | 2×2 (3-2-4-5-6-3-2)         | 25   | 2248,50 |
| Brons  | Beatrix Loughran       | USA  | 3×3 (7-3-2-4-1-6-5)         | 28   | 2254,50 |
| 4      | Maribel Vinson         | USA  | 1×4 (4-5-5-3-3-4-8)         | 32   | 2224,50 |
| 5      | Cecil Smith            | CAN  | 3×5 (6-4-3-2-5-5-7)         | 32   | 2213,75 |
| 6      | Constance Wilson       | CAN  | 5×6 (5-6-6-6-4-2-6)         | 35   | 2173,00 |
| 7      | Melitta Brunner        | AUT  | 2×7 (2-7-8-10-8-9-4)        | 48   | 2087,50 |
| 8      | Ilse Hornung           | AUT  | 3×8 (8-9-10-8-9-7-3)        | 54   | 2050,75 |
| 9      | Ellen Brockhöft        | GER  | 3×9 (12-11-9-7-11-8-9)      | 67   | 2003,00 |
| 10     | Theresa Blanchard-Weld | USA  | 2×10 (11-10-16-9-7-11-13)   | 77   | 1970,25 |
| 11     | Andrée Joly            | FRA  | 2×11 (15-8-14-11-13-15-10)  | 86   | 1910,00 |
| 12     | Margit Bernhardt       | GER  | 3×12 (14-17-15-12-12-10-11) | 91   | 1890,00 |
| 13     | Edel Randem            | NOR  | 1×13 (9-13-12-16-14-13-17)  | 94   | 1880,75 |
| 14     | Kathleen Shaw          | GBR  | 2×14 (16-14-7-15-10-18-15)  | 95   | 1900,00 |
| 15     | Else Flebbe            | GER  | 3×15 (13-16-18-17-15-12-12) | 103  | 1833,50 |
| 16     | Karen Simensen         | NOR  | 4×16 (10-12-17-13-16-16-19) | 103  | 1811,75 |
| 17     | Grete Kubitschek       | AUT  | 5×17 (17-15-11-19-17-17-14) | 110  | 1778,50 |
| 18     | Elly Winter            | GER  | 4×18 (18-19-13-18-19-14-16) | 110  | 1765,75 |
| 19     | Elvira Barbey          | GER  | 7×19 (19-18-19-14-18-19-18) | 125  | 1648,75 |
| 20     | Anita de St. Quentin   | FRA  | - (20-20-20-20-20-20-20)    | 140  | 1114,25 |

## Paren

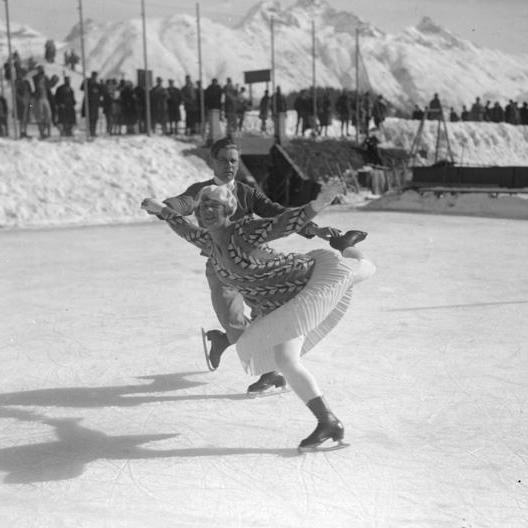
Lilly Scholz / Otto Kaiser tijdens hun kür.

Op 19 februari (vrije kür) streden dertien paren uit tien landen om de medailles.
r/m = rangschikking bij meerderheid, pc/9 = som plaatsingcijfers van alle negen juryleden (vet = beslissingsfactor)
| rang   | sporter(s)                                   | land | r/m                                 | pc/9  | punten |
| ------ | -------------------------------------------- | ---- | ----------------------------------- | ----- | ------ |
| Goud   | Andrée Joly / Pierre Brunet                  | FRA  | 6×1 (4-1-1-1-2-1-2-1-1)             | 14,0  | 100,50 |
| Zilver | Lilly Scholz / Otto Kaiser                   | AUT  | 8×2 (3-2-2-2-1-2-1-2-2)             | 17,0  | 99,25  |
| Brons  | Melitta Brunner / Ludwig Wrede               | AUT  | 6×3 (2-4-3-5-3-3-3-3-3)             | 29,0  | 93,25  |
| 4      | Beatrix Loughran / Sherwin Badger            | USA  | 4×4 (1-9-5-3-5-4-5-7-4)             | 43,0  | 87.50  |
| 5      | Ludowika Jakobsson-Eilers / Walter Jakobsson | FIN  | 3×5 (7-3-7-6-7-6-6-4-5)             | 51,0  | 84.00  |
| 6      | Josy van Leberque / Robert Van Zeebroeck     | BEL  | 3×6 (6-7-4-4-6-7-7-5-8)             | 54,0  | 83,00  |
| 7*     | Ilse Kishauer / Ernst Gaste                  | GER  | 5×7 (5-5-6-9-4-9-8-6-11)            | 63,0  | 75,75  |
| 8*     | Ethel Muckelt / John Page                    | GBR  | 8×8 (8,5-6-8-8-8-5-4-8-6)           | 61,5  | 79,00  |
| 9      | Theresa Blanchard-Weld / Nathaniel Niles     | USA  | 7×9 (8,5-8-12-7-9-8-12-9-7)         | 79,5  | 69,00  |
| 10     | Maude Smith / Jack Eastwood                  | CAN  | 4×10 (13-10-10-9-13-10-10-11,5-9)   | 95,5  | 67,25  |
| 11     | Elvira Barbey / Louis Barbey                 | SUI  | 5×11 (11,5-12-9-13-10-11-9-11,5-10) | 97,0  | 64,75  |
| 12     | Libuše Veselá / Vojtěch Veselý               | TCH  | 7×12 (10-11-13-12-11-12-11-10-12)   | 102,0 | 60,00  |
| 13     | Kathleen Lovett / Proctor Burman             | GBR  | - (11,5-13-11-11-12-13-1-13-13)     | 110,5 | 57,75  |

 * N.B. In het Officiële rapport zijn Muckelt/Page als 7e en Kishauer/Gaste als 8e geklasseerd. 

## Medaillespiegel
| rang | land             | Goud | Zilver | Brons | totaal |
| ---- | ---------------- | ---- | ------ | ----- | ------ |
| 1    | Frankrijk        | 1    | 0      | 0     | 1      |
| 1    | Noorwegen        | 1    | 0      | 0     | 1      |
| 1    | Zweden           | 1    | 0      | 0     | 1      |
| 4    | Oostenrijk       | 0    | 3      | 1     | 4      |
| 5    | België           | 0    | 0      | 1     | 1      |
| 5    | Verenigde Staten | 0    | 0      | 1     | 1      |
|      |                  | 3    | 3      | 3     | 9      |

Londen 1908 · 
Antwerpen 1920 · 
Chamonix 1924 · 
St. Moritz 1928 · 
Lake Placid 1932 · 
Garmisch-Partenkirchen 1936 · 
St. Moritz 1948 · 
Oslo 1952 · 
Cortina d'Ampezzo 1956 · 
Squaw Valley 1960 · 
Innsbruck 1964 · 
Grenoble 1968 · 
Sapporo 1972 · 
Innsbruck 1976 · 
Lake Placid 1980 · 
Sarajevo 1984 · 
Calgary 1988 · 
Albertville 1992 · 
Lillehammer 1994 · 
Nagano 1998 · 
Salt Lake City 2002 · 
Turijn 2006 · 
Vancouver 2010 · 
Sotsji 2014 · 
Pyeongchang 2018 · 
Peking 2022
Olympische medaillewinnaars
Bobsleeën · Kunstrijden · Langlaufen · Militaire patrouille (demonstratie) · Noordse combinatie · Schaatsen · Schansspringen · Skeleton · IJshockey